# Отрошенко, Владислав Олегович
Владислав Олегович Отрошенко (род. 20 ноября 1959, Новочеркасск) — российский писатель. Лауреат премии Правительства России в области культуры (2014).

## Биография
Окончил факультет журналистики МГУ. Член ПЕН-Клуба (Word Association of Writers PEN Club) и Союза российских писателей. Печатает прозу и эссеистику во многих известных российских и зарубежных журналах, в том числе таких, как «Октябрь», «Москва», «Знамя», «Искусство кино», «Вопросы литературы», «Иностранная литература», «Гео», «Русский пионер», «Gnosis» (Нью-Йорк), «Nota Bene» (Иерусалим), «Prometeo» (Милан), «Il cfffe Illustrato» (Рим), «Subtropics» (Флорида) и др. Член жюри литературной премии «Ясная Поляна».
Произведения писателя переведены на английский, французский, итальянский, немецкий, китайский, венгерский, словенский, литовский, финский, сербский, словацкий, армянский, эстонский языки.
В 2004 году за книгу «Персона вне достоверности», опубликованную в Риме на итальянском языке (переводное название "Testimonianze inattendibili"), Владиславу Отрошенко присуждена одна из самых престижных литературных премий Италии Гринцане Кавур / Grinzane Cavour. В Италии о его творчестве писали крупнейшие итальянские СМИ, такие как «Corriere della Sera», «La Repubblica», «La Stampa», «Il Manifesto», журнал «Panorama» и др. Отрошенко посвящена персональная статья в итальянской энциклопедии Rizzoli (Enciclopedia Rizzoli).
В России творчество писателя отмечено общенациональными премиями Артиада России (1997), Ясная Поляна им. Л. Н. Толстого (2003), Ивана Петровича Белкина за лучшую повесть на русском языке (2004), Горьковской литературной премии (2006). Он является обладателем первого приза старейшего литературного конкурса Рунета «Тенёта» (2001), лауреатом премии журнала «Октябрь» за лучший роман года (1999), финалистом премий Антибукер (2000), Андрея Белого (2007), Чеховский Дар (2010; 2011).
Его произведения вошли в национальную антологию «Современная литература народов России».
В разные годы писатель выступал с докладами и лекциями по литературе в университете им. Рабле (Пуатье, Франция), в Римском университете Тор Вергата, в государственных университетах Венеции, Болоньи, Пизы.
В 2013 г. Владислав Отрошенко стал стипендиатом и резидентом французского Международного Дома Писателей в Сен-Назере (Maison des ecrivains étrangers еt traducteurs). Его роман «Приложение к фотоальбому» (переводное название «Mes trieze oncls»), опубликованный в 2012 году в Париже, вызвал отклики в крупнейших общенациональных СМИ страны, таких как «Le Monde», «Figaro», «Le Rideau» и др. В том же году во французских театрах «Icare» в Сен-Назере и «La Carrière» в Фегреаке прошли публичные актерские чтения этого романа — по выражению поэта Игоря Вишневецкого, «самой фантасмагорической семейной хроники, когда-либо написанной по-русски».
В 2014 году книга Отрошенко «Гоголиана и другие истории» заняла 1-е место и получила золотую медаль на Пятом Берлинском Международном конкурсе «Лучшая книга года 2014». В России этот сборник «эссе-новелл», написанный в жанре сюжетной эссеистики с элементами фикшен, стал бестселлером по версии крупнейшего российского интернет-маркета «OZON.ru», национального книжного дистрибьютора «Клуб 36.6» и вошел в топ-20 рейтинга продаж Торгового Дома Книги «Москва». По мнению Павла Басинского, отметившего, что «Отрошенко написал книгу, не похожую ни на что» (НГ — EX LIBRIS, 21.03.2013), читательский успех этого интеллектуального и артистичного сочинения свидетельствует о качественно новом уровне восприятия литературы в России («Российская газета», 11.03.2013).
В раздел бестселлеров ТДК «Москва» попала и книга «Сухово-Кобылин. Роман-расследование о судьбе и уголовном деле русского драматурга» (М.: «Молодая гвардия», ЖЗЛ: Малая серия, 2014), которую Отрошенко писал несколько лет, работая с архивными документами и подлинным экземпляром дела об убийстве Луизы Симон Деманш — французской любовницы отечественного классика и родовитого барина, обвиненного в преступлении. Российский критик и литературовед Алла Марченко отмечает в «Новом Мире» (№ 9, 2009), что благодаря синтетическому взгляду на «Дело, Судьбу и Личность Сухово-Кобылина» Отрошенко удалось исследовать в этом произведении феномен и загадку русской жизни.
Прозу Отрошенко, написанную в жанре фикшен, известная поэтесса Татьяна Бек характеризует так: «Обилие трагикомических лиц. Сочный, экспрессивный, с южнороссийской искрою язык. Образы просты и гиперболичны, как явления природы: гроза, наводнение, радуга. С кем только Отрошенко не сравнивали: от Гофмана до Борхеса и от Гоголя до Газданова! Можно найти образно-ритмические корни и в Ветхом Завете. А можно и в мультфильмах моего любимого Норштейна». («Общая газета», № 44, 2000)
Южнорусскую экспрессивность и гиперболичность отрошенковской прозы отмечают и зарубежные эксперты.
Так римский журналист Сандра Петриньяни (Sandra Petrignani) в общенациональном итальянском еженедельнике «Panorama» (№ 25, 2002) называет Отрошенко «человеком Юга, лирическим изобретателем фантастических миров и атмосферы чувственности».
Мариа Дориа де Дзулиани (Maria Doria de Zuliani), член жюри премии Гринцане Кавур, в выступлении на церемонии вручения этой литературной награды писателю за цикл повестей "Персона вне достоверности" (ит. "Testimonianze inattendibili") говорит об авторе следующее: «Отрошенко — создатель мифов. Его фантастическую, гротескную прозу, основанную на исторических источниках, можно было бы назвать „постмодернистским реалистическим мистицизмом“. Вы понимаете, что эта дефиниция дана тому явлению, которое дефиниции не подлежит». («ПОЛИТ.РУ», 2004/07/14).
Известная французская журналистка, ведущий обозреватель «Le Monde» Катрин Симон (Catherine Simon), сравнивая на страницах этой газеты (05.10.2012) образную систему романа Отрошенко «Приложение к фотоальбому» (фр. «Mes treize oncls») с кинообразами фильмов американского режиссёра Тима Бёртона (Tim Burton), дает такие эмоциональные характеристики этой семейной хронике: «радостный бред», «чокнутая сага», «фразы, полные ритма и огня».
Говоря об этом же романе, изданном в Риме (переводное название «Didascalie a foto d’epoca»), итальянский писатель Джузеппе Куликкья (Giuseppe Culcchia) в статье «Otrošenko, la Russia finisce a San Marino», опубликованной в газете «La Stampa» (04.03.2005), пишет: «С одной стороны при чтении этой прозы, пропитанной „магическим рализмом“, приходят на ум истории Маркеса и комиксы Хьюго Пратта, а донские казаки напоминают сумасшедших цыган Кустурицы, с другой стороны эта проза завораживает чередой событий, которые невозможно резюмировать. Рассказанные здесь истории настолько сюрреалистичны и сплететаются одна с другой в такие узлы, приводя читателя к различным версиям, что роман представляется волшебной шкатулкой, наполненной сюрпризами и авантюрами».
В то же время итальянский славист Надя Каприольо (Nadia Caprioglio) считает, что изображенный в романе «большой дом» с неизведанными залами, где лежат пески и высыхают озера, с непроходимыми комнатами и коридорами, где случаются пыльные бури, со множеством разнообразных обитателей и приживальщиков — «архетип фантастической России, никогда не менявшейся со времен Гоголя». «Обладая письмом магическим и реалистическим одновременно, которое околдовывает своими образами, часто далекими от человеческой логики, и каскадными отступлениями, — пишет она, — Отрошенко рассказывает эпопею „рода бакенбардорождённых“». Каприольо обращает внимание на философские и онтологические аспекты романа, в частности, на особую систему повествовательного времени, считая, что писателю удалось изобразить «Россию, зафиксированную в атемпоральном пространстве». («La Stampa», 28.12.2004).

## Творчество
Автор книг:
- Пасхальные хокку. М.: «Даблус», 1991.
- Персона вне достоверности. СПб.: «Лимбус Пресс», 2000; М.: «Free Fly», 2005; М.: «КоЛибри, Азбука-Аттикус», 2010.
- Тайная история творений. М.: «Культурная революция», 2005.
- Веди меня, слепец. Роман-расследование о судьбе и уголовном деле Сухово-Кобылина. М.: «Культурная революция», 2007.
- Приложение к фотоальбому. М.: «Время», 2007.
- Дело об инженерском городе. Избранное. М.: «Хроникёр», 2008.
- Двор прадеда Гриши. М.: «Арт Хаус медиа», 2010.
- Гоголиана и другие истории. М.: «Издательство Ольги Морозовой», 2013.
- Сухово-Кобылин. М.: «Молодая гвардия» (ЖЗЛ: Малая серия), 2014.
- Гоголиана. Писатель и пространство. М.: «АСТ», 2016.
- Околицы Вавилона. М.: «Альпина проза», 2022.

По сценарию писателя снят документальный фильм «Ангелы Фёдора Тютчева» (студия «Фишка-фильм», режиссёр Александр Столяров). Фильм демонстрируется на российском телеканале «Культура» с 2007 года.
В 2010 году Отрошенко вместе с писателями Андреем Битовым, Татьяной Толстой и Захаром Прилепиным принял участие в съёмках документального фильма «Ясная Поляна, русские и Толстой» (Jasnaja Poljana, die Russen und Tolstoi) немецких кинорежиссёров Андреса Кристофа Шмидта (Andreas Christoph Schmidt) и Кристины Бауэрмайстер (Christiane Bauermeister), производство канала VDR и студии ARTE. С ноября 2010 года фильм демонстрируется телевидением Германии (канал VDR), а также телеканалами других европейских стран.
С 2012 по 2013 год писатель вёл рубрику «Рассказ продолжается» в журнале «Русский Пионер», где с его предисловиями печатались рассказы современных авторов, а также курировал «Литературную мастерскую» на сайте этого журнала.
Владислав Отрошенко вместе с Ириной Барметовой является соавтором литературного проекта «Рассказ с ладонь», который с 2008 года и по настоящее время реализуется на страницах журнала «Октябрь».
В 2014 году Владиславу Отрошенко была присуждена премия Правительства Российской Федерации в области культуры за книгу «Гоголиана и другие истории».